# Il maestro di cappella
Il maestro di cappella è un intermezzo (monologo comico) in un atto composto da Domenico Cimarosa, probabilmente tra il 1786 e il 1793 basato su un libretto di produzione ignota.
L'operina è unica nel suo genere in quanto, diversamente da tutti gli altri intermezzi settecenteschi, vi è la presenza di un solo cantante, il maestro di cappella per l'appunto. Proprio per la particolarità di avere un personaggio soltanto non è stata ancora scartata l'ipotesi che questo lavoro fosse stato scritto originalmente come un ampliamento di un'aria per basso o di una cantata comica.
Questo componimento è una parodia del maestro di cappella settecentesco ed è affine come tipologia a quei lavori che satirizzavano l'ambiente teatrale, ai quali appartiene anche un altro lavoro scritto da Cimarosa nel 1786, L'impresario in angustie.
A confutare la prevalente tesi che il componimento cimarosiano sia da ascriversi al genere degli intermezzi, esiste un intervento del regista Marco Bellussi il quale, attraverso una circostanziata ricerca storica, giunge nel 2007 ad avvalorare la tesi che l'opera sia da catalogarsi quale cantata in forma scenica.

## Trama
Un maestro di cappella è intento nell'inserire nella musica un'aria in "stil sublime" seguendo i dettagli degli antichi maestri, ma quando l'orchestra inizia a provare il brano l'effetto è catastrofico, dato che ogni strumentista entra al momento sbagliato durante l'esecuzione. Il maestro quindi inizia a canticchiare volta per volta la parte di ogni strumento,in modo tale da far capire ad ognuno di essi quando deve iniziare a suonare; alla fine riesce nell'intento di far eseguire l'aria correttamente a tutta l'orchestra. Soddisfatto dal successo decide di provare un pezzo composto da lui stesso.